# Roger Marcus Polhill
Roger Marcus Polhill (1937 ) es un botánico inglés. Trabajó en el Real Jardín Botánico de Kew y es experto en Fabaceae.

## Algunas publicaciones

### Libros
- 2003. Flora of tropical East Africa. Ed. Balkema
- 1976. Palynotaxonomic investigation of Fagus L. and Nothofagus Bl.: light microscopy, scanning electron microscopy, and computer analysis / [por] Sharon L. Hanks and David E. Fairbrothers ; and, Genistae (Adans.) Benth. and related tribes (Leguminosae) / [por] R.M. Polhill. Ed. Academic Press. 480 pp.

## Honores

### Epónimos
Género
- (Fabaceae) Polhillia C.H.Stirt.[2]

Especies
- (Commelinaceae) Commelina polhillii Faden & M.H.Alford[3]

- (Fabaceae) Acacia polhillii Villiers & Du Puy[4]
- La abreviatura «Polhill» se emplea para indicar a Roger Marcus Polhill como autoridad en la descripción y clasificación científica de los vegetales.[5]